# Martina Stoessel
Martina Alejanda Stoessel Muzlera (Buenos Aires, 21. ožujka 1997.), bolje poznata kao Martina 'Tini' Stoessel, argentinska je glumica, pjevačica, plesačica, model i tekstopisac koja je dobila međunarodnu popularnost za svoju debitantsku ulogu Violette Castillo u Disneyjevoj seriji Violetta.

## Životopis
Martina Stoessel rodila se u Buenos Airesu i kći je televizijskog producenta i redatelja Alejandra Stoessela i Mariane Muzlere. Ima brata Francisca koji je godinu dana stariji od nje. Martina je započela svoju umjetničku obuku u mladoj dobi baveći se pjevanjem, sviranjem glasovira, glazbenom komedijom, glazbenim kazalištem i plesom u Buenos Airesu, svom rodnom gradu. Martina je pohađala dvije dvojezične škole: Colegio San Marcos i Colegio Martín y Omar de Isidro.   

## Karijera
Godine 2007. Martina je dobila ulogu istoimene pomoćnice Fita Bernardia u prvoj sezoni popularne argentinske dječje telenovele, Patito Feo. Martina je također tumačila lik mlade Anne u flashback epizodi iste serije.
Godine 2011. Martina je snimila španjolsku inačicu pjesme "The Glow" Shannon Saunders pod imenom "Tu Resplandor"; pjesma se pojavila na albumu, Disney Princess: Fairy Tale Songs. Izvela je navedenu pjesmu 31. prosinca 2011. na događaju Celebratón Disney Channel Latin America. Pjesma je kasnije objavljena na albumu za seriju u ožujku 2012. godine.
Martinin otac predstavio je i projekt producenata Disney Channela koji su ga kasnije obavijestili o audicijama za glavnu ulogu predstojeće televizijske serije Violette.  Krajem 2011. godine, nakon intenzivnog procesa lijevanja, Martina je dobila glavnu ulogu u seriji, tween-oriented musical series pokrenut kao koprodukcija između Disney Channel Latinske Amerike, Europe, Bliski Istok i Afrike.  Prva sezona emisije počela je produkciju u Buenos Airesu 2012. godine. Martina je glumila titularni lik, Violetta Castillo, tijekom svih tri sezone emisije. Pjevala je uvodnu pjesmu serije"En Mi Mundo", koja je kasnije objavljena kao singl 5. travnja 2012. kako bi promovirala emisiju.  Kasnije je snimila talijansku verziju "Nel Mio Mondo" i englesku verziju "In My Own World". Obje su pjesme korištene kao tematske pjesme za seriju u svojim međunarodnim emisijama u ItalijiI, Velikoj Britaniji i SAD-u putem Netflixa. Za tu ulogu, Martina je osvojila nagradu za "ženski novopridošlicu" u izdanju Kid's Choice Awards u Argentini za 2012. godinu, a nominirana je i za američku verziju Nickelodeon Kids 'Choice Awards u kategoriji "Omiljeni latinski umjetnik"
10. kolovoza 2013., nastupila je na UNICEF-ovoj televizijskoj humanitarnoj akciji Un sol para los chicos gdje je pjevala pjesme "Ser Mejor" i "En Mi Mundo".  Tijekom 2013. godine, Martina je snimila pjesmu "Libre Soy (Hrv.ˇ"Puštam sve") i "All' Alba Sorgerò", španjolsku i talijansku verziju pjesme" Let It Go", iz Disney animiranog filma Frozen.  
Od 2012. do 2014. godine, Martina je sudjelovala u snimanju albuma s glazbom iz svih triju sezona Violette. Martina je također sudjelovala u televizijskim programima U-Mix Show i Disney Planet za Disney Latin America. U 2014.,Martina je posudila glas za talijansku verziju filma Čudovišta sa sveučilišta.  U svibnju 2014., Martina je objavila svoju prvu knjigu, biografiju pod nazivom "Simplemente Tini", koja se odnosi na njezin odgoj i eventualni porast međunarodne popularnosti.  U istom mjesecu, Martina je održala besplatni glazbeni koncert u blizini spomenika na Carta Magni i četiri regije Argentine u organizaciji gradske vlade Buenos Airesa pod nazivom "Cuidemos el planeta". Martina je u rujnu 2014.,nastupila na humanitarnoj nogometnoj utakmici Partido Interreligioso por la Paz, kojeg je sastao papa Francis na Stadiu Olimpico u Rimu gdje je pjevala "Nel Mio Mondo" i verziju John Legendove pjesme " Imagine".
Martina i neki članovi Violette snimili su film pod nazivon, Tini: Nov život Violette. Film je snimljen između koncertnih zaustavljanja za konačnu međunarodnu turneju televizijske serije. Proizvodnja je započela 7. listopada 2015.. i završila sredinom prosinca 2016., a film snimljen na raznim međunarodnim lokacijama, uključujući Siciliju, Cádiz, Madrid i Buenos Aires. Na kraju prosinca 2016. pušten je trailer s prizorima iz filma. Film je objavljen u raznim latinoameričkim i europskim zemljama. To je trebalo biti objavljeno u Argentini 14. srpnja 2017., no pušteno je ranije 2. lipnja 2017.   
Dana 21. kolovoza 2016. objavljeno je da je Martina potpisala ugovor o snimanju s Hollywood Records kako bi oslobodila vlastiti solo album pod nazivom "Tini".  Od siječnja 2016. do početka ožujka 2016. snimila je svoj debi album u Los Angelesu, Kalifornija. Njen debitantski album,TINI, objavljen je u svijetu na digitalnim i fizičkim formatima 29. travnja 2016. Album sadrži dva diska: jedan koji služi kao soundtrack filma Tini: The Movie i Martininog solo albuma španjolskih i engleskih pjesama. Martina je najavila da će "Siempre Brillarás" ili na engleskom "Born To Shine" biti glavni singl koji se koristi za promicanje oslobađanja Tini filma.  
6. svibnja 2016. je objavila spot za pjesmu "Losing The Love", u kojima su scene iz filma. Pjesme sa svog prvog albuma je prvi put uživo kao solo pjevač otpjevala u "La Usina del Arte" u Buenos Airesu 12. lipnja 2016. Izvedba je snimljena i postavljena na njezin YouTube kanal od 22. do 28. kolovoza 2016. Svoj prvi solo singl "Great Escape" je objavila 24. lipnja 2016. koji je sniman u Buenos Airesu. 14. listopada je objavila englesku verziju iste pjesme. Spot i pjesma za "Got Me Started" su izašli 8. prosinca 2016., dok je španjolska verzija "Ya No Hay Nadie Que Nos Pare" u suradnji s kolumbijcem Sebastianom Yatrom objavljena 19. siječnja 2017. Svoju treću pjesmu "Si Tu Te Vas" s prvog albuma je objavila 5. svibnja 2017. Martina je svoju prvu turneju započela 18. ožujka 2017. započinjući prvo od Europe pa zatim do latinske Amerike.  
Na ljeto 2017. je gostovala u seriji "Soy Luna" u dvije epizode glumeći sebe. U lipnju je gostovala u pjesmi "Todo Es Posible" s pjevačem Davidom Bisbalom za crtani film "Tad Jones". U srpnju je sudjelovala u pjesmi "It's A Lie" od grupe "The Vamps" koja se našla na njihovom trećem albumu "Night & Day". Pojavila se pored kolega i na zakladi "Voz Por La Paz" pokrovitelja Odino Faccia, svjetska himna mira koju je napisao predsjednik Sjedinjenih Američkih Država, Barack Obama, čija je pjesma prvi put izvedena na "Red Voz Por La Paz" ceremoniji prethodne godine. 
Također, Martina Stoessel je u listopadu, 2018. godine objavila svoj 2.album pod istoimenim nazivom kao i pjesma koju je smimila u duetu s Argentinskim pjevačem Sebastian Yatra "Quiero Volver" koja je izašla 24. kolovoza 2018. Na njemu su se našle i "Te Quiero Mas" (13. listopada 2017.) u suradnji s venezuelskim pjevačem Nachom, "Princesa" (4. travnja 2018.) u duetu s Karol G (pjesma je postala prvi Martinin singl koji se našao na vrhu argentinske top liste), "Porque Te Vas" (2.studenog 2018.) s Cali y El Dandee, te "Consejo De Amor" (22. lipnja 2018.) u kojoj je sudjelovao folk-rock bend Morat.
Isto tako u prosincu 2017. je glumila u seriji "Las Estrellas" predstavljajući samu sebe. Sudjelovala je u remixu pjesme "Lights Down Low" od pjevača Max Schneider pod nazivom "latin mix". 26. srpnja 2018. je objavljen remix pjesme 'La Cintura", pjesma španjolca Alvara Solera u kojem su se našli i Tini i album Flo Rida je dospio na 1. mjesto liste albuma 2018. godine. Nedugo nakon objave svog 2. albuma najavila je i turneju pod istoimenim nazivom koja će se održati 1.12.2018 u Buenos Airesu kao početak nove svjetske turneje. Kako se TINI plasirala svojim novim albumom (Quiero Volver) gostovala je u nekoliko različitih glazbenih videa kao što su Taki Taki(u kojem su sudjelovali Selena Gomez, Cardi B i mnogi drugi) u čijem remixu je trebala sudjelovati. 
24. kolovoza 2018. je snimila remix pjesme "Lo Malo" (Aitana, Ana Guerra ft. Tini i Greeicy). Sudjelovala je u emisiji "La Voz...Argentina" u žiriju. Pjevala je u pjesmi "Wild" (Jonas Blue, [Chelcee Grimes] i [No_Me_Conoce]), pjesma s albuma "Blue" (Od Jonas B.) objavljena u veljači 2019. Dala je glas u crtanom filmu "Ugly Dolls" kao glavni lik Moxy, film je izašao u svibnju 2019.
Izbacila je pjesmu "22", u suradnji s kolumbijskom pjevačicom Greeicy, 3. svibnja kao prvu pjesmu s trećeg albuma. Pjesma se našla na "Argentina Hot 100". 14. lipnja 2019 je sudjelovala u pjesmi "Sad Song" sa švedskim DJ-em Alessom. 26. srpnja 2019 izbacila je singl "Sueltate El Pelo" kao 2. pjesmu s trećeg albuma. 6. rujna 2019 je objavila pjesmu "Fresa" s kolumbijcem Lalom Ebrattom, pjesma se našla na "Argentina Hot 100" među prvih 5 pjesama. 11. listopada 2019 je objavila pjesmu "Oye", duet sa Sebastianom Yatrom, koja je također završila na "Argentina Hot 100" među prvim mjestima, te je također postigla uspjeh i na drugim kontinentima. 28.listopada je objavila europske datume Quiero Volver turneje. Predstavila se kao žiri u emisiji "[Pequenos Gigantes]" viditeljice Suzane Gimenez. 22. studenoga 2019. pjevala je na "Copa Libertadores" zajedno sa Sebastianom Yatrom, Fito Paez i Anitta. 20.prosinca 2019. objavila je pjesmu "Diciembre".  
Prva pjesma u 2020. je izašla 10.siječnja u suradnji s MauyRicky-em pod nazivom "Recuerdo". U 2020. godini snimila je još i pjesme: "Ya no me llames, Bésame, Ella Dice, High remix, Duele i Un Beso en Madrid". Snimila je i film s Jackie Chanom, u kojem se također nalaze Noah Centineo, Andy Lau i Kevine Kline, pod nazivom "The Diary" koji bi trebao izaći tijekom 2020. 

## Osobni život
Martina živi u Buenos Airesu s roditeljima i bratom. Ona tečno govori španjolski, talijanski i engleski. Stossel je 17. studenoga 2016. godine proglašena počasnim veleposlanikom svjetskog mira kolege aktivista za ljudska prava Adolfo Pérez Esquivel i političarkom Guatemala Rigoberta Menchú, na ceremoniji Red Voz Por La Paz u Buenos Airesu.

## Diskografija
- TINI (2016.)
- Quiero Volver (2018.)
- TINI TINI TINI (2020.)
- Cupido (2023)

## Turneje
- Violetta en Vivo (2013. – 14.)
- Violetta Live (2015.)
- Got Me Started Tour (2017.)
- Quiero Volver Tour (2018. – 2020.)
- TINI Tour (2022- sadašnjost)

## Televizijske uloge
| Godina | Naslov                   | Uloga           | Bilješke                                     |
| ------ | ------------------------ | --------------- | -------------------------------------------- |
| 2013.  | Čudovišta sa sveučilišta | Carrie Williams | glasovno presnimavanje na talijanskom jeziku |
| 2014.  | Violetta koncert         | Violetta        | koncertni film                               |
| 2016.  | Tini: Nov život Violette | Violetta/Tini   | film                                         |
| 2019.  | UglyDolls                | Moxy            | glasovno presnimavanje na španjolskom jeziku |

| Godina     | Naslov                 | Uloga                             | Bilješke                                                     |
| ---------- | ---------------------- | --------------------------------- | ------------------------------------------------------------ |
| 2007.      | Patitio Feo            | Martina/mlada Anna (flashbackovi) | sezona 1                                                     |
| 2012. – 5. | Violetta               | Violetta Castillo                 | glavna uloga Disney Channel Latin America izvorna telenovela |
| 2017.      | Las Estrellas Soy Luna | Tini/ona sama                     | uloga gosta                                                  |
| 2018.      | La Voz...Argentina     | Ona/Žiri                          | 2. sezona                                                    |

## Nagrade
| Godina | Nagrada                       | Kategorija                                          | Nominirano djelo    | Rezultat   |
| ------ | ----------------------------- | --------------------------------------------------- | ------------------- | ---------- |
| 2012.  | Kid's Choice Awards Argentina | Najbolja debitantica                                | Violetta            | Dobitnica  |
| 2013.  | Kids' Choice Awards Argentina | Omiljena TV glumica                                 | Violetta            | Nominacija |
| 2013.  | Kids' Choice Awards           | Omiljeni latino umjetnik                            | Violetta            | Nominacija |
| 2013.  | Martin Fierro Awards          | Najbolja debitantica                                | Violetta            | Dobitnica  |
| 2014.  | Kids' Choice Awards Kolumbija | Najbolja debitantica                                | Violetta            | Dobitnica  |
| 2016.  | MTV Europa Music Awards       | Glazbena nagrada za najbolji zakon o Južnoj Americi | Ona                 | Nominacija |
| 2018.  | Gardel Awards                 | Najbolji ženski pop album                           | Quiero Volver album | U tijeku   |
| 2019.  | MTV EMA Seville               | Najbolji latino izvođač Južne Amerike               | Ona                 | U tijeku   |